# Lista de canções gravadas por U2

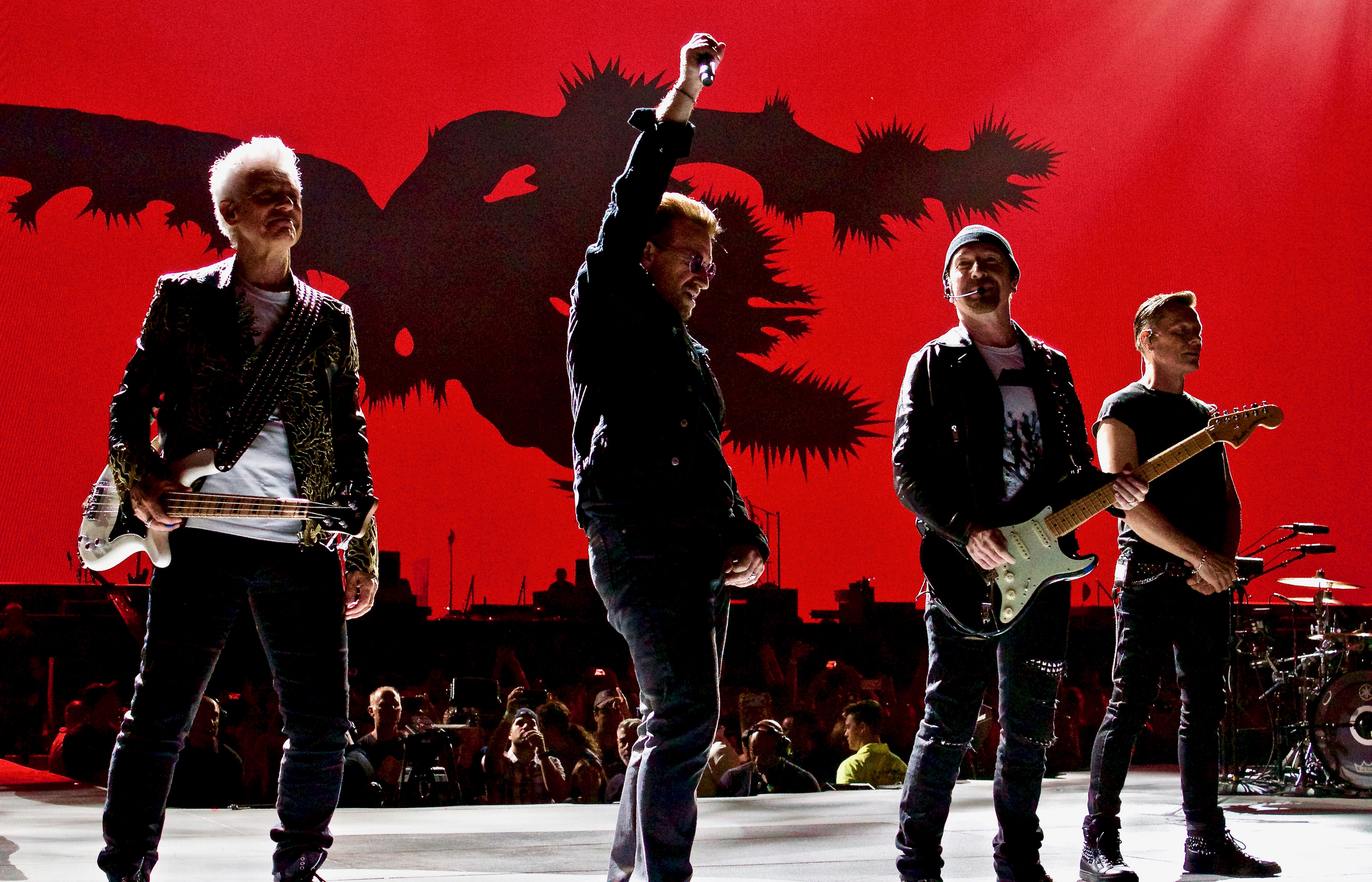
O U2 gravou mais de 430 canções desde a sua formação em 1976 até a atualidade.

A lista de canções gravadas por U2, uma banda de rock irlandesa formada em 1976 na cidade de Dublin, consiste em 436 canções, das quais 171 estão apenas disponíveis nos sete álbuns de estúdio lançados pela banda. A lista inclui canções que foram tocadas pela banda — incluindo o material sob o pseudônimo de Passengers, bem como outras contribuições em parceria dos membros do grupo.
A canção "New Year's Day" (1983) foi incluída na 435.ª colocação na lista "500 Melhores Canções de Todos os Tempos" da Rolling Stone. Apesar de não ter sido lançado como single, "Sunday Bloody Sunday" (1983) também está inserido na lista das "500 Melhores Canções", ocupando a posição de número 272. O hit "Pride (In the Name of Love)" (1984) está na 388.ª posição das "500 Melhores Canções". Em março de 1987, a banda lançou o álbum The Joshua Tree, sendo o mais vendido pela banda, com mais de 25 milhões de cópias mundialmente. Tal sucesso mundial atribuiu-se aos cinco singles liberados, dos quais os três primeiros se destacaram nas rádios: as canções "With or Without You" e "I Still Haven't Found What I'm Looking For" estão presentes nas "500 Melhores Canções" da Rolling Stone — na 132.ª e 93.ª posição, respectivamente; "Where the Streets Have No Name" — ganhou o prêmio de "Melhor Performance de Video Musical". A banda não tardou em lançar um novo álbum; no ano seguinte, lançaram Rattle and Hum (1988). O álbum não teve um grande sucesso nas paradas como o anterior, recebendo uma crítica mista. Foram lançados cinco singles: "Desire" ganhou o prêmio de "Melhor Performance de Rock por um Duo ou Grupo com Vocais".
Por conseguinte, já na década de 1990, foi lançado o álbum Achtung Baby (1991), vendendo 18 milhões de cópias mundialmente. Foram lançados cinco singles do álbum, dos quais "One" foi a canção mais aclamada, estando na 36.ª posição na lista das "500 Melhores Canções". Dois anos depois, Zooropa (1993) foi lançado durante uma parada da turnê Zoo TV Tour, em suporte ao álbum anterior — tendo uma crítica positiva, vendendo mais de 7 milhões de cópias. Zooropa gerou três singles: "Numb", "Lemon" e "Stay (Faraway, So Close!)". Em 1995, lançaram a canção "Hold Me, Thrill Me, Kiss Me, Kill Me" como parte da trilha sonora do filme Batman Forever, ganhando a premiação na categoria de "Escolha da Audiência International (Europa)" da MTV Video Music Awards de 1995. O álbum All That You Can't Leave Behind (2000) foi considerado a "terceira obra-prima do U2" — ao lado de The Joshua Tree (1987) e Achtung Baby (1991) —, vendendo 12 milhões de cópias mundialmente. Do álbum, foram lançados quatro singles: a canção "Beautiful Day" ganhou os prêmios de "Melhor Performance de Rock por um Duo ou Grupo com Vocais", "Canção do Ano" e "Gravação do Ano", bem como a 345.ª posição das "500 Melhores Canções" e posição de número 9 nas "100 Melhores Canções da Década de 2000". O segundo single, "Elevation", também ganhou o prêmio de "Melhor Performance de Rock por um Duo ou Grupo com Vocais" no ano seguinte. As canções "Stuck in a Moment You Can't Get Out Of" e "Walk On" ganharam os prêmios de "Melhor Performance de Pop por um Duo ou Grupo com Vocais" e "Gravação do Ano", respectivamente.
O álbum How to Dismantle an Atomic Bomb (2004) também obteve repercussão musical e boas críticas, vendendo 10 milhões de cópias mundialmente. Foram lançados quatro singles do álbum: "Vertigo" ganhou os prêmios de "Melhor Vídeo Musical", "Melhor Canção de Rock" e "Melhor Performance de Rock por um Duo ou Grupo com Vocais"; considerada uma das "100 Melhores Canções". O segundo single, "Sometimes You Can't Make It on Your Own", ganhou nas categorias de "Canção do Ano" e "Melhor Performance de Rock por um Duo ou Grupo com Vocais". "City of Blinding Lights" ganhou um Prêmio Grammy de "Melhor Canção de Rock". Apesar de não ter sido lançado como single, a canção "Moment of Surrender" (2009) também foi considerada uma das "500 Melhores Canções", na 160.ª colocação; e esteve na 36.ª posição nas "100 Melhores Canções". "Ordinary Love" (2013) foi lançado de forma independente, escrito com o propósito de homenagear Nelson Mandela. Entre várias nomeações, a canção ganhou o Prêmio Globo de Ouro em 2014, na categoria de "Melhor Canção Original". Em 2014, "Every Breaking Wave" foi lançada como single, estando na 3.ª posição da lista das "50 Melhores Canções de 2014" da Rolling Stone.

## Colaborações e inspirações
Parcerias musicais mais notórias
- A banda variou o estilo musical, gravando em estúdio com o músico de blues, B. B. King, no final da década de 1980
- Johnny Cash fez participação durante a execução da canção "The Wanderer" (1993); bem como Cash fez uma versão cover da canção "One" (1991)
- Luciano Pavarotti participou na gravação da canção "Miss Sarajevo" (1995), fazendo também aparições com o grupo irlandês em shows, como no concerto realizado em Sarajevo em ajuda aos civis prejudicados durante o cerco (1997) ocasionado pela Guerra da Bósnia

## Lista de canções
|  | Canções lançadas como singles              |
|  | Canções lançadas como singles promocionais |

| Canções lançadas em álbuns e singles | Canções lançadas em álbuns e singles                                      | Canções lançadas em álbuns e singles                                                      | Canções lançadas em álbuns e singles                                       | Canções lançadas em álbuns e singles                                                                 | Canções lançadas em álbuns e singles | Canções lançadas em álbuns e singles |
| Ano                                  | Canção                                                                    | Canção                                                                                    | Lançado                                                                    | Composição                                                                                           | Dur.                                 | Ref. e notas                         |
| ------------------------------------ | ------------------------------------------------------------------------- | ----------------------------------------------------------------------------------------- | -------------------------------------------------------------------------- | --- | ------------------------------------ | ------------------------------------ |
| 1980                                 |                                                                           | "11 O'Clock Tick Tock"                                                                    | Não lançado em álbum                                                       | U2                                                                                                   | 3:44                                 | [ 45 ]                               |
| 2017                                 |                                                                           | "13 (There Is a Light)"                                                                   | Songs of Experience                                                        | U2                                                                                                   | 4:19                                 | [ 46 ]                               |
| 1983                                 |                                                                           | "40"                                                                                      | War                                                                        | U2                                                                                                   | 2:35                                 | [ 47 ]                               |
| 1984                                 |                                                                           | "4th of July"                                                                             | The Unforgettable Fire                                                     | U2                                                                                                   | 2:12                                 | [ 48 ]                               |
| 1991                                 | "Acrobat"                                                                 | Achtung Baby                                                                              | 4:30                                                                       | U2                                                                                                   | [ 49 ]                               |                                      |
| 2019                                 |                                                                           | "Ahimsa" (com participação de A. R. Rahman)                                               | Não lançado em álbum                                                       | U2                                                                                                   | 3:51                                 | [ 50 ]                               |
| 1991                                 |                                                                           | "Alex Descends Into Hell for a Bottle of Milk / Korova 1"                                 | "The Fly"                                                                  | Bono · The Edge                                                                                      | 3:37                                 | [ 51 ]                               |
| 1988                                 | "All Along the Watchtower"                                                | Rattle and Hum                                                                            | Bob Dylan                                                                  | 4:24                                                                                                 | [ nota 1 ]                           |                                      |
| 2004                                 |                                                                           | "All Because of You"                                                                      | How to Dismantle an Atomic Bomb                                            | U2                                                                                                   | 3:39                                 | [ 53 ]                               |
| 2024                                 |                                                                           | "All Because of You 2"                                                                    | How to Re-Assemble an Atomic Bomb                                          | U2                                                                                                   | 3:33                                 | [ 54 ]                               |
| 1988                                 |                                                                           | "All I Want Is You"                                                                       | Rattle and Hum                                                             | U2                                                                                                   | 6:30                                 | [ 55 ]                               |
| 2000                                 |                                                                           | "Always"                                                                                  | "Beautiful Day"                                                            | U2                                                                                                   | 3:46                                 | [ 56 ]                               |
| 1995                                 | "Always Forever Now" (sob o pseudônimo de "Passengers")                   | Original Soundtracks 1                                                                    | U2 · Brian Eno                                                             | 6:24                                                                                                 | [ 57 ]                               |                                      |
| 2011                                 | "Amazing Grace" (com participação de Soweto Gospel Choir)                 | Duals                                                                                     | John Newton · William Walker                                               | 1:34                                                                                                 | [ nota 2 ]                           |                                      |
| 2017                                 | "American Soul"                                                           | Songs of Experience                                                                       | U2                                                                         | 4:21                                                                                                 | [ 59 ]                               |                                      |
| 1988                                 |                                                                           | "Angel of Harlem"                                                                         | U2                                                                         | Rattle and Hum                                                                                       | 3:50                                 | [ 60 ]                               |
| 2008                                 |                                                                           | "Angels Too Tied to the Ground"                                                           | U2                                                                         | War (edição deluxe)                                                                                  | 3:34                                 | [ 61 ]                               |
| 1980                                 |                                                                           | "Another Day"                                                                             | U2                                                                         | Não lançado em álbum                                                                                 | 3:24                                 | [ 62 ]                               |
| 1980                                 |                                                                           | "Another Time, Another Place"                                                             | U2                                                                         | Boy                                                                                                  | 4:31                                 | [ 63 ]                               |
| 1980                                 | "An Cat Dubh"                                                             | 4:46                                                                                      | U2                                                                         | Boy                                                                                                  | [ 64 ]                               |                                      |
| 2004                                 | "Are You Gonna Wait Forever?"                                             | "Vertigo"                                                                                 | U2                                                                         | 3:48                                                                                                 | [ 65 ]                               |                                      |
| 2023                                 |                                                                           | "Atomic City"                                                                             | Não lançado em álbum                                                       | U2 · Debbie Harry · Giorgio Moroder                                                                  | 3:30                                 | [ 66 ]                               |
| 1982                                 | "A Celebration"                                                           | U2                                                                                        | Não lançado em álbum                                                       | 2:57                                                                                                 | [ 67 ]                               |                                      |
| 1980                                 | "A Day Without Me"                                                        | U2                                                                                        | Boy                                                                        | 3:12                                                                                                 | [ 68 ]                               |                                      |
| 1995                                 |                                                                           | "A Different Kind of Blue" (sob o pseudônimo de "Passengers")                             | Original Soundtracks 1                                                     | U2 · Eno                                                                                             | 2:02                                 | [ 69 ]                               |
| 2004                                 | "A Man and a Woman"                                                       | How to Dismantle an Atomic Bomb                                                           | U2                                                                         | 4:30                                                                                                 | [ 70 ]                               |                                      |
| 1988                                 | "A Room at the Heartbreak Hotel"                                          | "Angel of Harlem"                                                                         | U2                                                                         | 5:29                                                                                                 | [ 71 ]                               |                                      |
| 1984                                 | "A Sort of Homecoming"                                                    | The Unforgettable Fire                                                                    | U2                                                                         | 5:28                                                                                                 | [ 72 ]                               |                                      |
| 1993                                 | "Babyface"                                                                | Zooropa                                                                                   | U2                                                                         | 4:01                                                                                                 | [ 73 ]                               |                                      |
| 1984                                 | "Bad"                                                                     | The Unforgettable Fire                                                                    | U2                                                                         | 6:09                                                                                                 | [ 74 ]                               |                                      |
| 2020                                 | "Bang a Gong (Get It On)" (com participação de Elton John)                | AngelHeaded Hipster: The Songs of Marc Bolan & T. Rex                                     | Marc Bolan                                                                 | 4:27                                                                                                 | [ nota 3 ]                           |                                      |
| 1984                                 | "Bass Trap"                                                               | "The Unforgettable Fire"                                                                  | U2                                                                         | 5:17                                                                                                 | [ 76 ]                               |                                      |
| 1995                                 | "Beach Sequence"                                                          | Original Soundtracks 1                                                                    | U2 · Eno                                                                   | 3:31                                                                                                 | [ 77 ]                               |                                      |
| 2003                                 | "Beat on the Brat"                                                        | We're a Happy Family: A Tribute to Ramones                                                | Joey Ramone                                                                | 2:34                                                                                                 | [ nota 4 ]                           |                                      |
| 2000                                 |                                                                           | "Beautiful Day"                                                                           | All That You Can't Leave Behind                                            | U2                                                                                                   | 4:06                                 | [ 79 ]                               |
| 2004                                 |                                                                           | "Beautiful Ghost / Introduction to Songs of Experience"                                   | Unreleased & Rare                                                          | U2 · William Blake                                                                                   | 4:06                                 | [ 80 ]                               |
| 2010                                 | "Because the Night"                                                       | The 25th Anniversary Rock & Roll Hall of Fame Concerts: Night 2                           | Patti Smith · Bruce Springsteen                                            | 4:20                                                                                                 | [ nota 5 ]                           |                                      |
| 2001                                 | "Big Girls Are Best"                                                      | "Stuck in a Moment You Can't Get Out Of"                                                  | U2                                                                         | 3:37                                                                                                 | [ 82 ]                               |                                      |
| 2011                                 |                                                                           | "Blow Your House Down"                                                                    | U2                                                                         | Achtung Baby (edição deluxe)                                                                         | 3:30                                 | [ 83 ]                               |
| 2017                                 |                                                                           | "Book of Your Heart"                                                                      | U2                                                                         | Songs of Experience (edição deluxe)                                                                  | 3:55                                 | [ 84 ]                               |
| 1984                                 | "Boomerang I"                                                             | "Pride (In the Name of Love)"                                                             | U2                                                                         | 2:47                                                                                                 | [ 85 ]                               |                                      |
| 1984                                 | "Boomerang II"                                                            | "Pride (In the Name of Love)"                                                             | U2                                                                         | 4:48                                                                                                 | [ 86 ]                               |                                      |
| 1979                                 | "Boy/Girl"                                                                | Three                                                                                     | U2                                                                         | 3:21                                                                                                 | [ 87 ]                               |                                      |
| 2009                                 | "Breathe"                                                                 | No Line on the Horizon                                                                    | U2                                                                         | 5:00                                                                                                 | [ 88 ]                               |                                      |
| 1987                                 | "Bullet the Blue Sky"                                                     | The Joshua Tree                                                                           | U2                                                                         | 4:32                                                                                                 | [ 89 ]                               |                                      |
| 2014                                 | "California (There Is No End to Love)"                                    | Songs of Innocence                                                                        | U2                                                                         | 4:00                                                                                                 | [ 90 ]                               |                                      |
| 1994                                 | "Can't Help Falling in Love"                                              | Zoo TV: Live from Sydney                                                                  | Hugo Peretti · Luigi Creatore · George David Weiss                         | 2:44                                                                                                 | [ nota 6 ]                           |                                      |
| 2008                                 | "Cartoon World"                                                           | Boy (edição deluxe)                                                                       | U2                                                                         | 4:20                                                                                                 | [ 92 ]                               |                                      |
| 2009                                 | "Cedars of Lebanon"                                                       | No Line on the Horizon                                                                    | U2 · Eno · Daniel Lanois                                                   | 4:13                                                                                                 | [ 93 ]                               |                                      |
| 2014                                 | "Cedarwood Road"                                                          | Songs of Innocence                                                                        | U2                                                                         | 4:26                                                                                                 | [ 94 ]                               |                                      |
| 1987                                 | "Christmas (Baby Please Come Home)"                                       | A Very Special Christmas                                                                  | Jeff Barry · Ellie Greenwich · Phil Spector                                | 2:21                                                                                                 | [ nota 7 ]                           |                                      |
| 2004                                 |                                                                           | "City of Blinding Lights"                                                                 | How to Dismantle an Atomic Bomb                                            | U2                                                                                                   | 5:47                                 | [ 96 ]                               |
| 1995                                 |                                                                           | "Corpse (These Chains Are Way Too Long)" (sob o pseudônimo de "Passengers")               | Original Soundtracks 1                                                     | U2 · Eno                                                                                             | 3:35                                 | [ 97 ]                               |
| 2024                                 | "Country Mile"                                                            | How to Re-Assemble an Atomic Bomb                                                         | U2                                                                         | 4:59                                                                                                 | [ 54 ]                               |                                      |
| 2004                                 | "Crumbs from Your Table"                                                  | How to Dismantle an Atomic Bomb                                                           | U2                                                                         | 5:03                                                                                                 | [ 98 ]                               |                                      |
| 1993                                 | "Daddy's Gonna Pay for Your Crashed Car"                                  | Zooropa                                                                                   | U2                                                                         | 5:20                                                                                                 | [ 99 ]                               |                                      |
| 1989                                 | "Dancing Barefoot"                                                        | "When Love Comes to Town"                                                                 | Smith · Ivan Kral                                                          | 4:15                                                                                                 | [ nota 8 ]                           |                                      |
| 1987                                 | "Deep in the Heart"                                                       | "I Still Haven't Found What I'm Looking For"                                              | U2                                                                         | 4:31                                                                                                 | [ 101 ]                              |                                      |
| 2007                                 | "Desert of Our Love"                                                      | The Joshua Tree (edição deluxe de 20 anos)                                                | U2                                                                         | 4:59                                                                                                 | [ 102 ]                              |                                      |
| 1988                                 |                                                                           | "Desire"                                                                                  | U2                                                                         | Rattle and Hum                                                                                       | 2:59                                 | [ 103 ]                              |
| 1993                                 |                                                                           | "Dirty Day"                                                                               | U2                                                                         | Zooropa                                                                                              | 5:24                                 | [ 104 ]                              |
| 2009                                 | "Disappearing Act"                                                        | The Unforgettable Fire (edição deluxe)                                                    | U2                                                                         | 4:35                                                                                                 | [ 105 ]                              |                                      |
| 1997                                 |                                                                           | "Discothèque"                                                                             | U2                                                                         | Pop                                                                                                  | 5:20                                 | [ 106 ]                              |
| 1997                                 |                                                                           | "Do You Feel Loved"                                                                       | U2                                                                         | Pop                                                                                                  | 5:07                                 | [ 107 ]                              |
| 2001                                 | "Don't Take Your Guns to Town"                                            | "Elevation"                                                                               | Johnny Cash                                                                | 4:11                                                                                                 | [ nota 9 ]                           |                                      |
| 2011                                 | "Down All the Days"                                                       | Achtung Baby (edição "Super/Uber" deluxe)                                                 | U2                                                                         | 6:33                                                                                                 | [ 109 ]                              |                                      |
| 1983                                 | "Drowning Man"                                                            | War                                                                                       | U2                                                                         | 4:12                                                                                                 | [ 110 ]                              |                                      |
| 2007                                 | "Drunk Chicken / America"                                                 | The Joshua Tree (edição deluxe de 20 anos)                                                | U2 · Allen Ginsberg                                                        | 1:31                                                                                                 | [ 111 ]                              |                                      |
| 2002                                 |                                                                           | "Electrical Storm" (com participação de William Orbit)                                    | The Best of 1990-2000                                                      | U2                                                                                                   | 4:37                                 | [ nota 10 ]                          |
| 2000                                 | "Elevation"                                                               | All That You Can't Leave Behind                                                           | 3:45                                                                       | U2                                                                                                   | [ 113 ]                              |                                      |
| 1995                                 |                                                                           | "Elvis Ate America" (sob o pseudônimo de "Passengers")                                    | Original Soundtracks 1                                                     | U2 · Eno                                                                                             | 3:00                                 | [ 114 ]                              |
| 1984                                 | "Elvis Presley and America"                                               | The Unforgettable Fire                                                                    | U2                                                                         | 6:23                                                                                                 | [ 115 ]                              |                                      |
| 1983                                 | "Endless Deep"                                                            | "Two Hearts Beat as One"                                                                  | U2                                                                         | 2:58                                                                                                 | [ 116 ]                              |                                      |
| 1991                                 |                                                                           | "Even Better Than the Real Thing"                                                         | U2                                                                         | Achtung Baby                                                                                         | 3:41                                 | [ 117 ]                              |
| 1989                                 |                                                                           | "Everlasting Love"                                                                        | "All I Want Is You"                                                        | Buzz Cason · Mac Gayden                                                                              | 3:20                                 | [ 118 ]                              |
| 2014                                 |                                                                           | "Every Breaking Wave"                                                                     | Songs of Innocence                                                         | U2                                                                                                   | 4:13                                 | [ 119 ]                              |
| 2011                                 |                                                                           | "Everybody Loves a Winner" (com participação de Maria McKee)                              | Achtung Baby (edição "Super/Uber" deluxe)                                  | William Bell · Booker T. Jones                                                                       | 5:16                                 | [ 120 ]                              |
| 2024                                 | "Evidence of Life"                                                        | How to Re-Assemble an Atomic Bomb                                                         | U2                                                                         | 3:06                                                                                                 | [ 54 ]                               |                                      |
| 1987                                 | "Exit"                                                                    | The Joshua Tree                                                                           | U2                                                                         | 4:13                                                                                                 | [ 121 ]                              |                                      |
| 2004                                 | "Fast Cars"                                                               | How to Dismantle an Atomic Bomb (faixa bônus)                                             | U2                                                                         | 3:43                                                                                                 | [ 122 ]                              |                                      |
| 2009                                 | "Fez – Being Born"                                                        | No Line on the Horizon                                                                    | U2 · Eno · Lanois                                                          | 5:17                                                                                                 | [ 123 ]                              |                                      |
| 1981                                 |                                                                           | "Fire"                                                                                    | October                                                                    | U2                                                                                                   | 3:51                                 | [ 124 ]                              |
| 2004                                 |                                                                           | "Flower Child"                                                                            | Unreleased & Rare                                                          | U2                                                                                                   | 4:54                                 | [ 125 ]                              |
| 1992                                 | "Fortunate Son"                                                           | "Who's Gonna Ride Your Wild Horses"                                                       | John Fogerty                                                               | 2:39                                                                                                 | [ nota 11 ]                          |                                      |
| 1988                                 | "Freedom for My People"                                                   | Rattle and Hum                                                                            | Macie Mabins · Sterling Magee · Bobby Robinson                             | 0:38                                                                                                 | [ 127 ]                              |                                      |
| 2009                                 |                                                                           | "Get on Your Boots"                                                                       | No Line on the Horizon                                                     | U2                                                                                                   | 3:25                                 | [ 128 ]                              |
| 2017                                 | "Get Out of Your Own Way"                                                 | Songs of Experience                                                                       | 3:58                                                                       | U2                                                                                                   | [ 129 ]                              |                                      |
| 2010                                 |                                                                           | "Gimme Shelter" (com Mick Jagger, Fergie e will.i.am)                                     | The 25th Anniversary Rock & Roll Hall of Fame Concerts: Night 2            | Mick Jagger · Keith Richards                                                                         | 5:00                                 | [ nota 12 ]                          |
| 1981                                 |                                                                           | "Gloria"                                                                                  | October                                                                    | U2                                                                                                   | 4:12                                 | [ 131 ]                              |
| 1988                                 |                                                                           | "God Part II"                                                                             | Rattle and Hum                                                             | U2                                                                                                   | 3:15                                 | [ 132 ]                              |
| 1997                                 | "Gone"                                                                    | Pop                                                                                       | 4:26                                                                       | U2                                                                                                   | [ 133 ]                              |                                      |
| 2000                                 | "Grace"                                                                   | All That You Can't Leave Behind                                                           | 5:31                                                                       | U2                                                                                                   | [ 134 ]                              |                                      |
| 1988                                 | "Hallelujah (Here She Comes)"                                             | "Desire"                                                                                  | 4:12                                                                       | U2                                                                                                   | [ 135 ]                              |                                      |
| 2024                                 | "Happiness"                                                               | How to Re-Assemble an Atomic Bomb                                                         | 4:30                                                                       | U2                                                                                                   | [ 54 ]                               |                                      |
| 1997                                 | "Happiness Is a Warm Gun"                                                 | "Last Night on Earth"                                                                     | John Lennon · Paul McCartney                                               | 4:46                                                                                                 | [ 136 ]                              |                                      |
| 1988                                 | "Hawkmoon 269"                                                            | Rattle and Hum                                                                            | U2                                                                         | 6:22                                                                                                 | [ 137 ]                              |                                      |
| 1988                                 | "Heartland"                                                               | Rattle and Hum                                                                            | U2                                                                         | 5:03                                                                                                 | [ 138 ]                              |                                      |
| 2011                                 | "Heaven and Hell"                                                         | Achtung Baby (edição "Super/Uber" deluxe)                                                 | U2                                                                         | 5:03                                                                                                 | [ 139 ]                              |                                      |
| 1988                                 | "Helter Skelter" (Live)                                                   | Rattle and Hum                                                                            | Lennon · McCartney                                                         | 3:09                                                                                                 | [ nota 13 ]                          |                                      |
| 1995                                 |                                                                           | "Hold Me, Thrill Me, Kiss Me, Kill Me"                                                    | Batman Forever (trilha sonora)                                             | U2                                                                                                   | 4:45                                 | [ 141 ]                              |
| 1997                                 |                                                                           | "Holy Joe"                                                                                | "Discothèque"                                                              | U2                                                                                                   | 4:21                                 | [ nota 14 ]                          |
| 2008                                 | "I Believe in Father Christmas"                                           | Não lançado em álbum                                                                      | Greg Lake · Peter Sinfield                                                 | 3:30                                                                                                 | [ nota 15 ]                          |                                      |
| 2024                                 | "I Don't Wanna See You Smile"                                             | How to Re-Assemble an Atomic Bomb                                                         | U2                                                                         | 3:17                                                                                                 | [ 54 ]                               |                                      |
| 1981                                 | "I Fall Down"                                                             | October                                                                                   | U2                                                                         | 3:39                                                                                                 | [ 144 ]                              |                                      |
| 2001                                 | "I Remember You"                                                          | "Elevation"                                                                               | Joey Ramone                                                                | 1:28                                                                                                 | [ nota 16 ]                          |                                      |
| 1987                                 |                                                                           | "I Still Haven't Found What I'm Looking For"                                              | The Joshua Tree                                                            | U2                                                                                                   | 4:38                                 | [ 146 ]                              |
| 1981                                 |                                                                           | "I Threw a Brick Through a Window"                                                        | October                                                                    | U2                                                                                                   | 4:54                                 | [ 147 ]                              |
| 1981                                 |                                                                           | "I Will Follow"                                                                           | Boy                                                                        | U2                                                                                                   | 3:40                                 | [ 148 ]                              |
| 2009                                 | "I'll Go Crazy If I Don't Go Crazy Tonight"                               | No Line on the Horizon                                                                    | 4:14                                                                       | U2                                                                                                   | [ 149 ]                              |                                      |
| 2011                                 |                                                                           | "I'm Not Your Baby" (com participação de Sinéad O'Connor)                                 | Duals                                                                      | U2                                                                                                   | 5:50                                 | [ nota 17 ]                          |
| 1997                                 |                                                                           | "If God Will Send His Angels"                                                             | Pop                                                                        | U2                                                                                                   | 5:22                                 | [ 151 ]                              |
| 1997                                 |                                                                           | "If You Wear That Velvet Dress"                                                           | Pop                                                                        | U2                                                                                                   | 5:15                                 | [ 152 ]                              |
| 2000                                 | "In a Little While"                                                       | All That You Can't Leave Behind                                                           | 3:39                                                                       | U2                                                                                                   | [ 153 ]                              |                                      |
| 1987                                 |                                                                           | "In God's Country"                                                                        | The Joshua Tree                                                            | U2                                                                                                   | 2:57                                 | [ 154 ]                              |
| 1984                                 |                                                                           | "Indian Summer Sky"                                                                       | The Unforgettable Fire                                                     | U2                                                                                                   | 4:17                                 | [ 155 ]                              |
| 2007                                 |                                                                           | "Instant Karma!"                                                                          | Instant Karma: The Amnesty International Campaign to Save Darfur           | Lennon                                                                                               | 3:14                                 | [ 156 ]                              |
| 1980                                 |                                                                           | "Into the Heart"                                                                          | Boy                                                                        | U2                                                                                                   | 3:27                                 | [ 157 ]                              |
| 2014                                 |                                                                           | "Invisible"                                                                               | Não lançado em álbum                                                       | U2                                                                                                   | 3:47                                 | [ 158 ]                              |
| 2014                                 |                                                                           | "Iris (Hold Me Close)"                                                                    | Songs of Innocence                                                         | U2                                                                                                   | 5:20                                 | [ 159 ]                              |
| 1981                                 | "Is That All?"                                                            | October                                                                                   | 2:59                                                                       | U2                                                                                                   | [ 160 ]                              |                                      |
| 1995                                 | "Ito Okashi" (sob o pseudônimo de "Passengers"; com participação de Holi) | Original Soundtracks 1                                                                    | U2 · Eno                                                                   | 3:25                                                                                                 | [ 161 ]                              |                                      |
| 1981                                 | "J. Swallo"                                                               | "Fire"                                                                                    | U2                                                                         | 2:20                                                                                                 | [ 162 ]                              |                                      |
| 1988                                 | "Jesus Christ"                                                            | Folkways: A Vision Shared                                                                 | Woody Guthrie                                                              | 3:13                                                                                                 | [ nota 18 ]                          |                                      |
| 2000                                 | "Kite"                                                                    | All That You Can't Leave Behind                                                           | U2                                                                         | 4:23                                                                                                 | [ 164 ]                              |                                      |
| 1992                                 | "Lady with the Spinning Head (UV1)"                                       | "One"                                                                                     | U2                                                                         | 3:54                                                                                                 | [ 165 ]                              |                                      |
| 2017                                 | "Landlady"                                                                | Songs of Experience                                                                       | U2                                                                         | 4:01                                                                                                 | [ 166 ]                              |                                      |
| 1997                                 |                                                                           | "Last Night on Earth"                                                                     | U2                                                                         | Pop                                                                                                  | 4:45                                 | [ 167 ]                              |
| 1993                                 | "Lemon"                                                                   | Zooropa                                                                                   | U2                                                                         | 6:58                                                                                                 | [ 168 ]                              |                                      |
| 2004                                 |                                                                           | "Levitate"                                                                                | U2                                                                         | Unreleased & Rare                                                                                    | 5:09                                 | [ 169 ]                              |
| 2017                                 |                                                                           | "Lights of Home"                                                                          | Songs of Experience                                                        | U2 · Haim · Ariel Rechtshaid                                                                         | 4:16                                 | [ 170 ]                              |
| 1983                                 |                                                                           | "Like a Song..."                                                                          | War                                                                        | U2                                                                                                   | 4:48                                 | [ 171 ]                              |
| 2004                                 | "Love and Peace or Else"                                                  | How to Dismantle an Atomic Bomb                                                           | 4:50                                                                       | U2                                                                                                   | [ 172 ]                              |                                      |
| 1985                                 | "Love Comes Tumbling"                                                     | "The Unforgettable Fire"                                                                  | 4:45                                                                       | U2                                                                                                   | [ 173 ]                              |                                      |
| 2017                                 | "Love Is All We Have Left"                                                | Songs of Experience                                                                       | 2:41                                                                       | U2                                                                                                   | [ 174 ]                              |                                      |
| 2017                                 |                                                                           | Songs of Experience                                                                       | "Love Is Bigger Than Anything in Its Way"                                  | U2                                                                                                   | 4:00                                 | [ 175 ]                              |
| 1991                                 |                                                                           | "Love Is Blindness"                                                                       | Achtung Baby                                                               | U2                                                                                                   | 4:23                                 | [ 176 ]                              |
| 1988                                 | "Love Rescue Me"                                                          | Rattle and Hum                                                                            | U2 · Dylan                                                                 | 6:24                                                                                                 | [ 177 ]                              |                                      |
| 2004                                 | "Love You Like Mad"                                                       | Unreleased & Rare                                                                         | U2                                                                         | 4:17                                                                                                 | [ 178 ]                              |                                      |
| 2014                                 | "Lucifer's Hands"                                                         | Songs of Innocence (edição deluxe)                                                        | U2                                                                         | 3:55                                                                                                 | [ 179 ]                              |                                      |
| 2024                                 | "Luckiest Man in the World"                                               | How to Re-Assemble an Atomic Bomb                                                         | U2                                                                         | 6:12                                                                                                 | [ 54 ]                               |                                      |
| 1987                                 | "Luminous Times (Hold on to Love)"                                        | "With or Without You"                                                                     | U2 · Eno                                                                   | 4:33                                                                                                 | [ 180 ]                              |                                      |
| 2009                                 |                                                                           | "Magnificent"                                                                             | No Line on the Horizon                                                     | U2 · Eno · Lanois                                                                                    | 5:24                                 | [ 181 ]                              |
| 1984                                 |                                                                           | "MLK"                                                                                     | The Unforgettable Fire                                                     | U2                                                                                                   | 2:31                                 | [ 182 ]                              |
| 2010                                 | "Mercy"                                                                   | Wide Awake in Europe                                                                      | 4:38                                                                       | U2                                                                                                   | [ nota 19 ]                          |                                      |
| 1997                                 | "Miami"                                                                   | Pop                                                                                       | 4:52                                                                       | U2                                                                                                   | [ 184 ]                              |                                      |
| 2004                                 | "Miracle Drug"                                                            | How to Dismantle an Atomic Bomb                                                           | 3:59                                                                       | U2                                                                                                   | [ 185 ]                              |                                      |
| 1995                                 |                                                                           | "Miss Sarajevo" (sob o pseudônimo de "Passengers"; com participação de Luciano Pavarotti) | Original Soundtracks 1                                                     | U2 · Eno                                                                                             | 5:40                                 | [ 186 ]                              |
| 1997                                 | "Mofo"                                                                    | Pop                                                                                       | U2                                                                         | 5:49                                                                                                 | [ 187 ]                              |                                      |
| 2009                                 |                                                                           | "Moment of Surrender"                                                                     | U2                                                                         | No Line on the Horizon                                                                               | 7:24                                 | [ 188 ]                              |
| 2016                                 | "Mother and Child Reunion"                                                | Innocence + Experience: Live in Paris                                                     | Paul Simon                                                                 | 2:02                                                                                                 | [ nota 20 ]                          |                                      |
| 1987                                 | "Mothers of the Disappeared"                                              | The Joshua Tree                                                                           | U2                                                                         | 5:12                                                                                                 | [ 190 ]                              |                                      |
| 1991                                 |                                                                           | "Mysterious Ways"                                                                         | U2                                                                         | Achtung Baby                                                                                         | 4:04                                 | [ 191 ]                              |
| 2004                                 |                                                                           | "Native Son"                                                                              | U2                                                                         | Unreleased & Rare                                                                                    | 3:08                                 | [ 192 ]                              |
| 2011                                 | "Near the Island"                                                         | Achtung Baby (edição "Super/Uber" deluxe)                                                 | U2                                                                         | 2:56                                                                                                 | [ 193 ]                              |                                      |
| 2004                                 | "Neon Lights"                                                             | "Vertigo"                                                                                 | Ralf Hütter · Florian Schneider · Karl Bartos                              | 4:07                                                                                                 | [ nota 21 ]                          |                                      |
| 1983                                 |                                                                           | "New Year's Day"                                                                          | War                                                                        | U2                                                                                                   | 5:38                                 | [ 195 ]                              |
| 2000                                 |                                                                           | "New York"                                                                                | All That You Can't Leave Behind                                            | U2                                                                                                   | 5:28                                 | [ 196 ]                              |
| 1990                                 | "Night and Day"                                                           | Red Hot + Blue                                                                            | Cole Porter                                                                | 5:22                                                                                                 | [ nota 22 ]                          |                                      |
| 2009                                 | "No Line on the Horizon"                                                  | No Line on the Horizon                                                                    | U2 · Eno · Lanois                                                          | 4:12                                                                                                 | [ 198 ] [ nota 23 ]                  |                                      |
| 1997                                 | "North and South of the River"                                            | "Staring at the Sun"                                                                      | U2 · Christy Moore                                                         | 4:38                                                                                                 | [ 200 ]                              |                                      |
| 2011                                 | "North Star"                                                              | Transformers: Dark of the Moon                                                            | U2                                                                         | 2:36                                                                                                 | [ nota 24 ]                          |                                      |
| 1993                                 |                                                                           | "Numb"                                                                                    | U2                                                                         | Zooropa                                                                                              | 4:22                                 | [ 202 ]                              |
| 1981                                 |                                                                           | "October"                                                                                 | U2                                                                         | October                                                                                              | 2:21                                 | [ 203 ]                              |
| 2011                                 | "Oh Berlin"                                                               | Achtung Baby (edição "Super/Uber" deluxe)                                                 | U2                                                                         | 4:31                                                                                                 | [ 204 ]                              |                                      |
| 1991                                 |                                                                           | "One"                                                                                     | U2                                                                         | Achtung Baby                                                                                         | 4:36                                 | [ 205 ] [ nota 25 ]                  |
| 1995                                 |                                                                           | "One Minute Warning" (sob o pseudônimo de "Passengers")                                   | Original Soundtracks 1                                                     | U2 · Eno                                                                                             | 4:40                                 | [ 207 ]                              |
| 2004                                 | "One Step Closer"                                                         | How to Dismantle an Atomic Bomb                                                           | U2                                                                         | 3:51                                                                                                 | [ 208 ]                              |                                      |
| 1987                                 |                                                                           | "One Tree Hill"                                                                           | U2                                                                         | The Joshua Tree                                                                                      | 5:23                                 | [ 209 ]                              |
| 2013                                 | "Ordinary Love"                                                           | Não lançado em álbum                                                                      | U2 · Brian Burton                                                          | 3:41                                                                                                 | [ 210 ]                              |                                      |
| 2004                                 |                                                                           | "Original of the Species"                                                                 | How to Dismantle an Atomic Bomb                                            | U2                                                                                                   | 4:41                                 | [ 211 ]                              |
| 1979                                 |                                                                           | "Out of Control"                                                                          | Three                                                                      | U2                                                                                                   | 3:58                                 | [ 212 ] [ nota 26 ]                  |
| 1992                                 | "Paint It, Black"                                                         | "Who's Gonna Ride Your Wild Horses"                                                       | Jagger · Richards                                                          | 3:22                                                                                                 | [ nota 27 ]                          |                                      |
| 2000                                 | "Peace on Earth"                                                          | All That You Can't Leave Behind                                                           | U2                                                                         | 4:46                                                                                                 | [ 214 ]                              |                                      |
| 2016                                 | "People Have the Power" (com Eagles of Death Metal)                       | Innocence + Experience: Live in Paris                                                     | Patti · Fred Smith                                                         | 8:07                                                                                                 | [ nota 28 ]                          |                                      |
| 2024                                 | "Picture of You (X+W)"                                                    | How to Re-Assemble an Atomic Bomb                                                         | U2                                                                         | 4:19                                                                                                 | [ 54 ]                               |                                      |
| 1997                                 |                                                                           | "Please"                                                                                  | U2                                                                         | Pop                                                                                                  | 5:02                                 | [ 216 ]                              |
| 1995                                 |                                                                           | "Plot 180" (sob o pseudônimo de "Passengers")                                             | Original Soundtracks 1                                                     | U2 · Eno                                                                                             | 3:41                                 | [ 217 ]                              |
| 1997                                 | "Pop Muzik"                                                               | "Last Night on Earth"                                                                     | Robin Scott                                                                | 8:50                                                                                                 | [ nota 29 ]                          |                                      |
| 1984                                 |                                                                           | "Pride (In the Name of Love)"                                                             | The Unforgettable Fire                                                     | U2                                                                                                   | 3:48                                 | [ 219 ]                              |
| 1984                                 |                                                                           | "Promenade"                                                                               | The Unforgettable Fire                                                     | U2                                                                                                   | 2:35                                 | [ 220 ]                              |
| 1987                                 | "Race Against Time"                                                       | "Where the Streets Have No Name"                                                          | 4:04                                                                       | U2                                                                                                   | [ 221 ]                              |                                      |
| 2014                                 | "Raised by Wolves"                                                        | Songs of Innocence                                                                        | 4:06                                                                       | U2                                                                                                   | [ 222 ]                              |                                      |
| 2017                                 | "Red Flag Day"                                                            | Songs of Experiece                                                                        | 3:19                                                                       | U2                                                                                                   | [ 223 ]                              |                                      |
| 1987                                 | "Red Hill Mining Town"                                                    | The Joshua Tree                                                                           | 4:54                                                                       | U2                                                                                                   | [ 224 ]                              |                                      |
| 1983                                 | "Red Light"                                                               | War                                                                                       | 3:46                                                                       | U2                                                                                                   | [ 225 ]                              |                                      |
| 1981                                 | "Rejoice"                                                                 | October                                                                                   | 3:37                                                                       | U2                                                                                                   | [ 226 ]                              |                                      |
| 2011                                 |                                                                           | "Rise Above 1" (com participação de Reeve Carney)                                         | Spider-Man: Turn Off the Dark (trilha sonora)                              | Bono                                                                                                 | 3:53                                 | [ 227 ] [ nota 30 ]                  |
| 2007                                 |                                                                           | "Rise Up"                                                                                 | The Joshua Tree (edição deluxe de 20 anos)                                 | U2                                                                                                   | 4:08                                 | [ 228 ]                              |
| 1987                                 | "Running to Stand Still"                                                  | The Joshua Tree                                                                           | 4:18                                                                       | U2                                                                                                   | [ 229 ]                              |                                      |
| 1992                                 | "Salome"                                                                  | "Even Better Than the Real Thing"                                                         | 4:32                                                                       | U2                                                                                                   | [ 230 ]                              |                                      |
| 1992                                 | "Satellite of Love"                                                       | "One"                                                                                     | Lou Reed                                                                   | 4:00                                                                                                 | [ 231 ]                              |                                      |
| 2008                                 | "Saturday Night"                                                          | Boy (edição deluxe)                                                                       | U2                                                                         | 5:13                                                                                                 | [ 232 ]                              |                                      |
| 1981                                 | "Scarlet"                                                                 | October                                                                                   | U2                                                                         | 2:53                                                                                                 | [ 233 ]                              |                                      |
| 1983                                 | "Seconds"                                                                 | War                                                                                       | U2                                                                         | 3:10                                                                                                 | [ 234 ]                              |                                      |
| 1980                                 | "Shadows and Tall Trees"                                                  | Boy                                                                                       | U2                                                                         | 3:10                                                                                                 | [ 235 ]                              |                                      |
| 2005                                 | "She's a Mystery to Me"                                                   | "All Because of You"                                                                      | Bono · The Edge                                                            | 2:42                                                                                                 | [ nota 31 ]                          |                                      |
| 1987                                 | "Silver and Gold"                                                         | "Where the Streets Have No Name"                                                          | Bono                                                                       | 4:36                                                                                                 | [ 237 ]                              |                                      |
| 1985                                 | "Sixty Seconds in Kingdom Come"                                           | "The Unforgettable Fire"                                                                  | U2                                                                         | 3:15                                                                                                 | [ 238 ]                              |                                      |
| 2014                                 | "Sleep Like a Baby Tonight"                                               | Songs of Innocence                                                                        | U2                                                                         | 5:02                                                                                                 | [ 239 ]                              |                                      |
| 1998                                 | "Slow Dancing" (com participação de Willie Nelson)                        | "If God Will Send His Angels"                                                             | U2                                                                         | 4:00                                                                                                 | [ 240 ]                              |                                      |
| 1995                                 | "Slug" (sob o pseudônimo de "Passengers")                                 | Original Soundtracks 1                                                                    | U2 · Eno                                                                   | 4:41                                                                                                 | [ 241 ]                              |                                      |
| 2004                                 | "Smile"                                                                   | Unreleased & Rare                                                                         | U2                                                                         | 3:17                                                                                                 | [ 242 ]                              |                                      |
| 1991                                 | "So Cruel"                                                                | Achtung Baby                                                                              | U2                                                                         | 5:49                                                                                                 | [ 243 ]                              |                                      |
| 1993                                 | "Some Days Are Better Than Others"                                        | Zooropa                                                                                   | U2                                                                         | 4:17                                                                                                 | [ 244 ]                              |                                      |
| 2004                                 |                                                                           | "Sometimes You Can't Make It on Your Own"                                                 | U2                                                                         | How to Dismantle an Atomic Bomb                                                                      | 5:08                                 | [ 245 ]                              |
| 2014                                 | "Song for Someone"                                                        | Songs of Innocence                                                                        | U2                                                                         | 3:47                                                                                                 | [ 246 ]                              |                                      |
| 2010                                 |                                                                           | "Soon"                                                                                    | Não lançado em álbum                                                       | U2 · Eno · Lanois                                                                                    | 2:06                                 | [ 247 ]                              |
| 1987                                 | "Spanish Eyes"                                                            | "I Still Haven't Found What I'm Looking For"                                              | U2                                                                         | 3:16                                                                                                 | [ 248 ]                              |                                      |
| 2008                                 | "Speed of Life"                                                           | Boy (edição deluxe)                                                                       | U2                                                                         | 3:19                                                                                                 | [ 249 ]                              |                                      |
| 2008                                 | "Springhill Mining Disaster"                                              | Não lançado em álbum                                                                      | Peggy Seeger                                                               | 3:57                                                                                                 | [ nota 32 ]                          |                                      |
| 2009                                 | "Stand Up Comedy"                                                         | No Line on the Horizon                                                                    | U2                                                                         | 3:50                                                                                                 | [ 251 ]                              |                                      |
| 1997                                 |                                                                           | "Staring at the Sun"                                                                      | U2                                                                         | Pop                                                                                                  | 4:36                                 | [ 252 ]                              |
| 2000                                 |                                                                           | "Stateless"                                                                               | U2                                                                         | The Million Dollar Hotel (trilha sonora)                                                             | 4:05                                 | [ 253 ]                              |
| 1993                                 |                                                                           | "Stay (Faraway, So Close!)"                                                               | U2                                                                         | Zooropa                                                                                              | 4:58                                 | [ 254 ]                              |
| 1979                                 |                                                                           | "Stories for Boys"                                                                        | U2                                                                         | Three                                                                                                | 2:39                                 | [ nota 33 ]                          |
| 2010                                 |                                                                           | "Stranded (Haiti Mon Amour)" (com participação de Jay-Z e Rihanna)                        | Hope for Haiti Now                                                         | Shawn Carter · The Edge · Bono                                                                       | 4:20                                 | [ nota 34 ]                          |
| 1981                                 |                                                                           | "Stranger in a Strange Land"                                                              | October                                                                    | U2                                                                                                   | 3:56                                 | [ 257 ]                              |
| 2004                                 | "Street Mission"                                                          | Early Demos                                                                               | 4:17                                                                       | U2                                                                                                   | [ 258 ]                              |                                      |
| 2000                                 |                                                                           | "Stuck in a Moment You Can't Get Out Of"                                                  | All That You Can't Leave Behind                                            | U2                                                                                                   | 4:32                                 | [ 259 ]                              |
| 2017                                 | "Summer of Love"                                                          | Songs of Experience                                                                       | 3:24                                                                       | U2                                                                                                   | [ 260 ]                              |                                      |
| 2000                                 |                                                                           | "Summer Rain"                                                                             | "Beautiful Day"                                                            | U2                                                                                                   | 4:06                                 | [ 261 ]                              |
| 1983                                 | "Sunday Bloody Sunday"                                                    | War                                                                                       | 4:38                                                                       | U2                                                                                                   | [ 262 ]                              |                                      |
| 1983                                 | "Surrender"                                                               | War                                                                                       | 5:34                                                                       | U2                                                                                                   | [ 263 ]                              |                                      |
| 1987                                 | "Sweet Fire of Love" (com participação de Robbie Robertson)               | Robbie Robertson                                                                          | Robbie Robertson · U2                                                      | 5:08                                                                                                 | [ 264 ]                              |                                      |
| 1998                                 |                                                                           | "Sweetest Thing"                                                                          | The Best of 1980-1990                                                      | U2                                                                                                   | 3:03                                 | [ nota 35 ]                          |
| 2004                                 | "Take Me to the Clouds Above" (com participação de LMC)                   | Não lançado em álbum                                                                      | U2 · Narada Walden · Shannon Rubicam · George Merrill                      | 2:51                                                                                                 | [ 266 ]                              |                                      |
| 1995                                 |                                                                           | "Theme from Let's Go Native" (sob o pseudônimo de "Passengers")                           | Original Soundtracks 1                                                     | U2 · Eno                                                                                             | 3:08                                 | [ 267 ]                              |
| 2024                                 | "Theme from The Batman"                                                   | How to Re-Assemble an Atomic Bomb                                                         | U2                                                                         | 1:43                                                                                                 | [ 54 ]                               |                                      |
| 1995                                 | "Theme from The Swan" (sob o pseudônimo de "Passengers")                  | Original Soundtracks 1                                                                    | U2 · Eno                                                                   | 3:24                                                                                                 | [ 268 ]                              |                                      |
| 2008                                 |                                                                           | "The Ballad of Ronnie Drew" (com participação de The Dubliners, Kíla e A Band of Bowsies) | Não lançado em álbum                                                       | Robert Hunter · Bono · The Edge · Simon Carmody                                                      | 4:52                                 | [ 269 ]                              |
| 2017                                 |                                                                           | "The Blackout"                                                                            | Songs of Experience                                                        | U2                                                                                                   | 4:45                                 | [ 270 ]                              |
| 2014                                 | "The Crystal Ballroom"                                                    | Songs of Innocence (edição deluxe)                                                        | 4:40                                                                       | U2                                                                                                   | [ nota 36 ]                          |                                      |
| 1980                                 | "The Electric Co."                                                        | Boy                                                                                       | 4:47                                                                       | U2                                                                                                   | [ 272 ]                              |                                      |
| 1993                                 | "The First Time"                                                          | Zooropa                                                                                   | 3:45                                                                       | U2                                                                                                   | [ 273 ]                              |                                      |
| 1991                                 |                                                                           | "The Fly"                                                                                 | Achtung Baby                                                               | U2                                                                                                   | 4:29                                 | [ 274 ]                              |
| 2004                                 |                                                                           | "The Fool"                                                                                | Early Demos                                                                | U2                                                                                                   | 4:15                                 | [ 275 ]                              |
| 2000                                 |                                                                           | "The Ground Beneath Her Feet" (com participação de Daniel Lanois)                         | The Million Dollar Hotel (trilha sonora)                                   | U2 · Salman Rushdie                                                                                  | 3:45                                 | [ 276 ]                              |
| 2002                                 |                                                                           | "The Hands That Built America"                                                            | The Best of 1990-2000                                                      | U2                                                                                                   | 4:57                                 | [ 277 ]                              |
| 2017                                 | "The Little Things That Give You Away"                                    | Songs of Experience                                                                       | 4:55                                                                       | U2                                                                                                   | [ 278 ] [ nota 37 ]                  |                                      |
| 2014                                 |                                                                           | "The Miracle (of Joey Ramone)"                                                            | Songs of Innocence                                                         | U2                                                                                                   | 4:16                                 | [ 280 ]                              |
| 1980                                 |                                                                           | "The Ocean"                                                                               | Boy                                                                        | U2                                                                                                   | 1:34                                 | [ 281 ]                              |
| 1997                                 | "The Playboy Mansion"                                                     | Pop                                                                                       | 4:40                                                                       | U2                                                                                                   | [ 282 ]                              |                                      |
| 1983                                 | "The Refugee"                                                             | War                                                                                       | 3:40                                                                       | U2                                                                                                   | [ 283 ]                              |                                      |
| 2006                                 |                                                                           | "The Saints Are Coming" (com participação de Green Day)                                   | U218 Singles                                                               | Richard Jobson · Stuart Adamson                                                                      | 3:21                                 | [ nota 38 ]                          |
| 2017                                 |                                                                           | "The Showman (Little More Better)"                                                        | Songs of Experience                                                        | U2                                                                                                   | 3:23                                 | [ 285 ]                              |
| 1985                                 | "The Three Sunrises"                                                      | "The Unforgettable Fire"                                                                  | 3:52                                                                       | U2                                                                                                   | [ 283 ]                              |                                      |
| 2014                                 | "The Troubles" (com participação de Lykke Li)                             | Songs of Innocence                                                                        | 4:46                                                                       | U2                                                                                                   | [ 286 ]                              |                                      |
| 1984                                 |                                                                           | "The Unforgettable Fire"                                                                  | The Unforgettable Fire                                                     | U2                                                                                                   | 4:55                                 | [ 287 ]                              |
| 1993                                 |                                                                           | "The Wanderer" (com participação de Johnny Cash)                                          | Zooropa                                                                    | U2                                                                                                   | 4:44                                 | [ nota 39 ]                          |
| 1980                                 | "Things to Make and Do"                                                   | "A Day Without You"                                                                       | 2:14                                                                       | U2                                                                                                   | [ 289 ]                              |                                      |
| 2013                                 | "This Is"                                                                 | Não lançado em álbum                                                                      | Aslan                                                                      | 4:25                                                                                                 | [ nota 40 ]                          |                                      |
| 2014                                 | "This Is Where You Can Reach Me Now"                                      | Songs of Innocence                                                                        | U2                                                                         | 5:06                                                                                                 | [ 292 ]                              |                                      |
| 1981                                 | "Tomorrow"                                                                | October                                                                                   | U2                                                                         | 4:39                                                                                                 | [ 293 ]                              |                                      |
| 1980                                 | "Touch"                                                                   | "11 O'Clock Tick Tock"                                                                    | U2                                                                         | 3:21                                                                                                 | [ 294 ]                              |                                      |
| 2007                                 | "Tower of Song" (com participação de Leonard Cohen)                       | "Window in the Skies"                                                                     | Leonard Cohen                                                              | 5:43                                                                                                 | [ nota 41 ]                          |                                      |
| 1982                                 | "Trash, Trampoline, and the Party Girl"                                   | "A Celebration"                                                                           | U2                                                                         | 2:32                                                                                                 | [ 296 ]                              |                                      |
| 2024                                 | "Treason"                                                                 | How to Re-Assemble an Atomic Bomb                                                         | U2                                                                         | 4:44                                                                                                 | [ 54 ]                               |                                      |
| 1983                                 | "Treasure (Whatever Happened to Pete the Chop)"                           | "New Year's Day"                                                                          | U2                                                                         | 3:24                                                                                                 | [ 297 ]                              |                                      |
| 1991                                 | "Tryin' to Throw Your Arms Around the World"                              | Achtung Baby                                                                              | U2                                                                         | 3:53                                                                                                 | [ 298 ]                              |                                      |
| 1980                                 | "Twilight"                                                                | "Another Day"                                                                             | U2                                                                         | 4:35                                                                                                 | [ nota 42 ]                          |                                      |
| 1983                                 |                                                                           | "Two Hearts Beat as One"                                                                  | U2                                                                         | War                                                                                                  | 4:00                                 | [ 300 ]                              |
| 1997                                 |                                                                           | "Two Shots of Happy, One Shot of Sad"                                                     | "If God Will Send His Angels"                                              | Bono · The Edge                                                                                      | 4:12                                 | [ 301 ]                              |
| 1991                                 | "Ultra Violet (Light My Way)"                                             | Achtung Baby                                                                              | U2                                                                         | 5:31                                                                                                 | [ 302 ]                              |                                      |
| 1988                                 | "Unchained Melody"                                                        | "All I Want Is You"                                                                       | Alex North · Hy Zaret                                                      | 4:52                                                                                                 | [ 303 ]                              |                                      |
| 1995                                 | "United Colors" (sob o pseudônimo de "Passengers")                        | Original Soundtracks 1                                                                    | U2 · Eno                                                                   | 5:31                                                                                                 | [ 304 ]                              |                                      |
| 2009                                 | "Unknown Caller"                                                          | No Line on the Horizon                                                                    | U2 · Eno · Lanois                                                          | 6:02                                                                                                 | [ 305 ]                              |                                      |
| 1991                                 | "Until the End of the World"                                              | Achtung Baby                                                                              | U2                                                                         | 4:39                                                                                                 | [ 306 ]                              |                                      |
| 1988                                 | "Van Diemen's Land"                                                       | Rattle and Hum                                                                            | U2                                                                         | 3:06                                                                                                 | [ 307 ]                              |                                      |
| 2004                                 |                                                                           | "Vertigo"                                                                                 | U2                                                                         | How to Dismantle an Atomic Bomb                                                                      | 3:14                                 | [ 308 ]                              |
| 1995                                 |                                                                           | "Viva Davidoff" (sob o pseudônimo de "Passengers")                                        | "Miss Sarajevo"                                                            | U2 · Eno                                                                                             | 4:29                                 | [ 309 ]                              |
| 2014                                 | "Volcano"                                                                 | Songs of Innocence                                                                        | U2                                                                         | 3:15                                                                                                 | [ 310 ]                              |                                      |
| 1997                                 | "Wake Up Dead Man"                                                        | Pop                                                                                       | U2                                                                         | 4:52                                                                                                 | [ 311 ]                              |                                      |
| 2000                                 |                                                                           | "Walk On"                                                                                 | U2                                                                         | All That You Can't Leave Behind                                                                      | 4:55                                 | [ 312 ]                              |
| 1987                                 |                                                                           | "Walk to the Water"                                                                       | U2                                                                         | "With or Without You"                                                                                | 4:49                                 | [ 313 ]                              |
| 2007                                 | "Wave of Sorrow (Birdland)"                                               | The Joshua Tree (edição deluxe de 20 anos)                                                | U2                                                                         | 4:06                                                                                                 | [ 314 ]                              |                                      |
| 2017                                 | "What's Going On"                                                         | Spotify Singles                                                                           | Al Cleveland · Renaldo Benson · Marvin Gaye                                | 3:51                                                                                                 | [ nota 43 ]                          |                                      |
| 2021                                 |                                                                           | "We Are the People" (com participação de Martin Garrix)                                   | Não lançado em álbum                                                       | Martin Garrix · Bono · The Edge                                                                      | 3:37                                 | [ nota 44 ]                          |
| 2000                                 |                                                                           | "When I Look at the World"                                                                | All That You Can't Leave Behind                                            | U2                                                                                                   | 4:15                                 | [ 317 ]                              |
| 1988                                 |                                                                           | "When Love Comes to Town" (com participação de B. B. King)                                | Rattle and Hum                                                             | U2                                                                                                   | 4:14                                 | [ 318 ]                              |
| 1992                                 |                                                                           | "Where Did It All Go Wrong?"                                                              | "Even Better Than the Real Thing"                                          | U2                                                                                                   | 3:57                                 | [ 319 ]                              |
| 1987                                 |                                                                           | "Where the Streets Have No Name"                                                          | The Joshua Tree                                                            | U2                                                                                                   | 5:38                                 | [ 320 ]                              |
| 2010                                 |                                                                           | "Where Is the Love?" (com participação de The Black Eyed Peas)                            | The 25th Anniversary Rock & Roll Hall of Fame Concerts: Night 2            | will.i.am · apl.de.ap · Taboo · Justin Timberlake · Printz Board · Michael Fratantuno · George Pajon | 6:21                                 | [ 321 ]                              |
| 2009                                 | "White as Snow"                                                           | No Line on the Horizon                                                                    | U2 · Eno · Lanois · Tradicional                                            | 4:41                                                                                                 | [ 322 ]                              |                                      |
| 1991                                 |                                                                           | "Who's Gonna Ride Your Wild Horses"                                                       | Achtung Baby                                                               | U2                                                                                                   | 5:16                                 | [ 323 ]                              |
| 2000                                 |                                                                           | "Wild Honey"                                                                              | All That You Can't Leave Behind                                            | U2                                                                                                   | 3:47                                 | [ 324 ]                              |
| 2006                                 |                                                                           | "Window in the Skies"                                                                     | U218 Singles                                                               | U2                                                                                                   | 4:08                                 | [ 325 ]                              |
| 2009                                 |                                                                           | "Winter"                                                                                  | Não lançado em álbum                                                       | U2                                                                                                   | 6:19                                 | [ 326 ]                              |
| 1984                                 | "Wire"                                                                    | The Unforgettable Fire                                                                    | 4:19                                                                       | U2                                                                                                   | [ 327 ]                              |                                      |
| 1981                                 | "With a Shout (Jerusalem)"                                                | October                                                                                   | 4:02                                                                       | U2                                                                                                   | [ 328 ]                              |                                      |
| 1987                                 |                                                                           | "With or Without You"                                                                     | The Joshua Tree                                                            | U2                                                                                                   | 4:56                                 | [ 329 ]                              |
| 2004                                 |                                                                           | "Xanax and Wine"                                                                          | Unreleased & Rare                                                          | U2                                                                                                   | 4:39                                 | [ 330 ]                              |
| 2017                                 | "XXX" (com participação de Kendrick Lamar)                                | Damn                                                                                      | Kendrick Duckworth · Mike Will Made-It · Dacoury Natche · Mark Spears · U2 | 4:14                                                                                                 | [ 330 ]                              |                                      |
| 2004                                 | "Yahweh"                                                                  | How to Dismantle an Atomic Bomb                                                           | U2                                                                         | 4:21                                                                                                 | [ 331 ]                              |                                      |
| 2009                                 | "Yoshino Blossom"                                                         | The Unforgettable Fire (edição deluxe)                                                    | U2                                                                         | 3:39                                                                                                 | [ 332 ]                              |                                      |
| 1995                                 | "Your Blue Room"                                                          | Original Soundtracks 1                                                                    | U2 · Eno                                                                   | 5:28                                                                                                 | [ 333 ]                              |                                      |
| 2021                                 |                                                                           | "Your Song Saved My Life"                                                                 | Sing 2 (trilha sonora)                                                     | U2                                                                                                   | 3:30                                 | [ 334 ]                              |
| 2017                                 | "You're the Best Thing About Me"                                          | Songs of Experience                                                                       | 3:45                                                                       | U2                                                                                                   | [ 335 ]                              |                                      |
| 1991                                 |                                                                           | "Zoo Station"                                                                             | Achtung Baby                                                               | U2                                                                                                   | 4:36                                 | [ 336 ]                              |
| 1993                                 |                                                                           | "Zooropa"                                                                                 | Zooropa                                                                    | U2                                                                                                   | 6:31                                 | [ 337 ]                              |